# 佩塞爾斯山脈

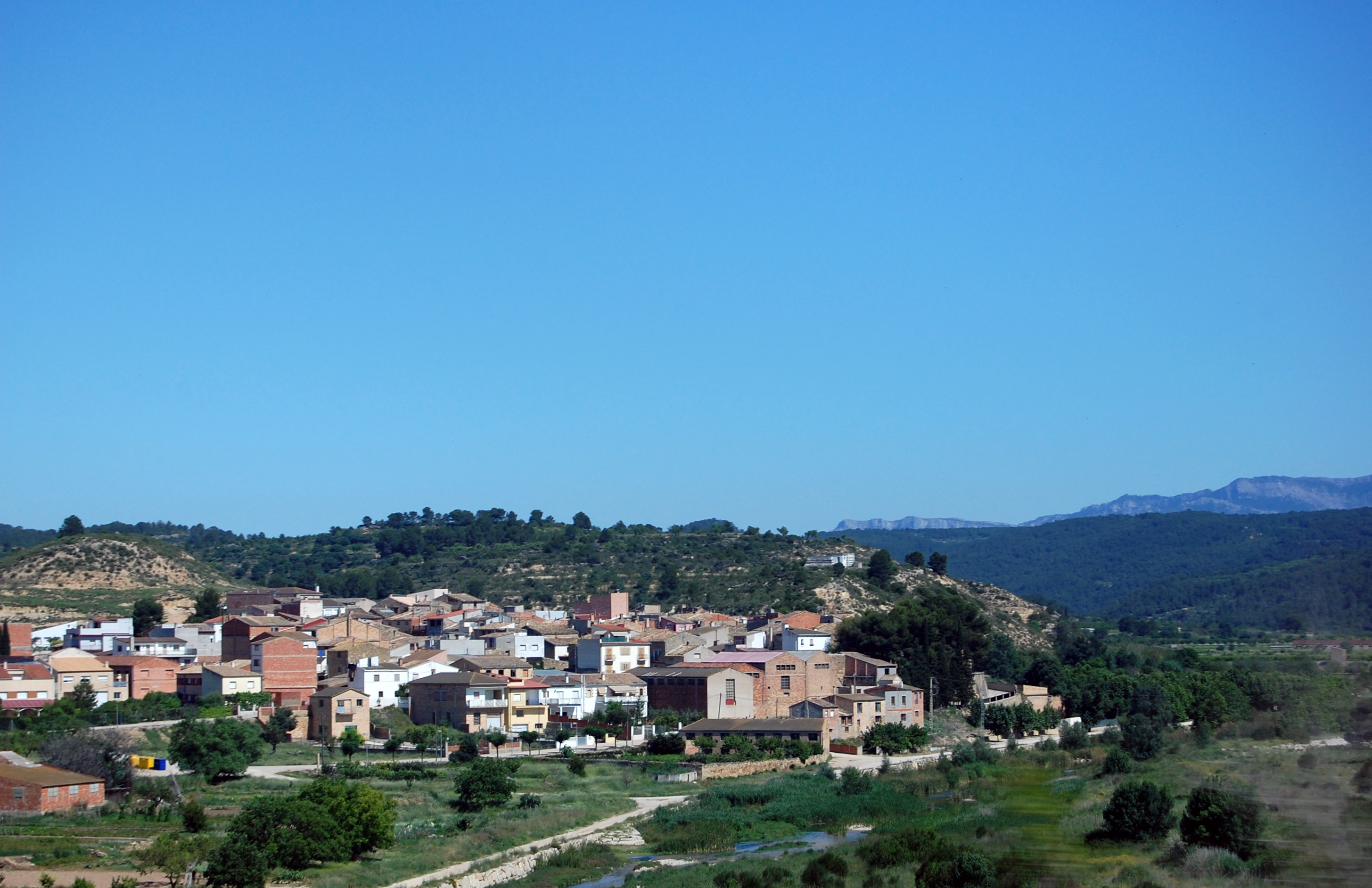

41°01′3.904″N 0°20′12.10″E / 41.01775111°N 0.3366944°E
佩塞爾斯山脈，是西班牙的山脈，位於該國東北部加泰羅尼亞，處於博特和阿倫斯德列多之間，屬於加泰羅尼亞前海岸山脈的一部分，最高點海拔高度541米，山體由石灰岩組成。